# Pierfranco Vianelli
Pierfranco Vianelli (ur. 20 października 1946 w Provaglio d’Iseo) – włoski kolarz szosowy, dwukrotny medalista olimpijski.

## Kariera
Największe sukcesy w karierze Pierfranco Vianelli osiągnął w 1968 roku, kiedy zdobył dwa medale podczas igrzysk olimpijskich w Meksyku. W indywidualnym wyścigu ze startu wspólnego zdobył złoty medal, bezpośrednio wyprzedzając Duńczyka Leifa Mortensena oraz Szweda Göstę Petterssona. Na tych samych igrzyskach wspólnie z Giovannim Bramuccim, Vittorio Marcellim i Mauro Simonettim zdobył również brązowy medal w drużynowej jeździe na czas. Startował w zawodowym peletonie w latach 1969–1973. W 1969 roku zajął siódme miejsce w klasyfikacji generalnej Tour de France, a dwa lata później był piąty w klasyfikacji generalnej Giro d’Italia i drugi w klasyfikacji górskiej (Vianelli wygrał przy tym 17 etap). W 1968 roku zwyciężył również w Giro della Valle d’Aosta. Był także drugi w klasyfikacji generalnej Tour de Romandie w 1970 roku. Nigdy nie zdobył medalu na szosowych mistrzostwach świata.